# Пуж (уво)
Пуж, пужница, кохлеа, (лат. cochlea) је орган чула слуха, смештен у унутрашњем уву који се састоји из три канала савијен у облику спирале сличане пужевој шкољци (лат. canalis spiralis cochleae) - по којој је и добио назив. Пуж се састоји од три цеви или степеништа (скала); вестибуларног (тремног) степеништа (лат. scala vestibuli)), средишњег степеништа (лат. scala media) и бубног степеништа (лат. scala tympani). Тремно и средишње степениште (скала) су одвојене тремно-вестибуларном или Рајснеровом мембраном, а скала тимпани и средишња базиларном мембраном. На површини базиларне мембране налази се Кортијев орган, који се састоји од низа ћелија осетљивих на механичке надражаје. Те ћелије су у ствари завршни рецепторни органи, који стимулисани звучним таласима стварају живчане импулсе.

## Грађа
Пуж полази са предње-доњег зида вестибулума-трема, и иде према доле и напред, а затим завија према горе и назад два и по пута при чему се сваки завој сужава и одмиче у спољну страну. Таквим током пуж добија облик конуса на којем се описује база, која је окренута према унутра и врх, купа пужа која је окренута према споља.
Унутрашњост конуса пужа испуњава стожер који такође има облик конуса са базом према унутра и врхом (апекс). Стожер са којег полази коштана плочица звана плочица стожера. База стожера пројектује се у фундусу унутрашњег акустичног отвор, у подручју арее кохлее. Стожер пужаа је пун каналића, од којих сваки одговара једном отвору у спиралном фораминозном трактусу. Ови каналићи завршавају на бази коштане спиралне плочице у спиралном каналу стожера, у којем је смештен спирални ганглион пужа.
Спирални канал је коштаном плочом која се зове лат. lamina spiralis osea непотпуно подељен на два дела, и то тремну скалу и тимпаничну скалу. Потпуну поделу врши пужни канал који лежи у срдњој скали. Коштана спирална плочица у подручју купуле завршава са хамулусум спиралне плочице. Између хамулуса и плочице стожера налази се тзв хеликотрема преко које се остварује комуниција између тимпаничне и тремн скале.
У базалном делу тимпаничне скале налази се отвор којим почиње пужни канал који се отвара на доњој страни пирамиде. Кроз овај канал пролази перилимфатични каналић.

## Коштани пуж
Пуж се састоји из три дела: спиралног канала (лат. canalis spiralis cochleae), стожера (лат. modiolus) и коштане спиралне плочице лат. lamina spiralis osea
1. Спирални канал — (лат. canalis spiralis cochleae).
Пуж је око 2,25 пута спирално савијен (само код сисара) пужни коштани канал облика кућице баштенског пужа. Својом почетном, базалном вијугом која је најшира, и која одговара предњем делу дна унутрашњег слушног канала, проузрокује ртно испупчење на медијалном зиду кавума - промонториум. Најужи крај, назван је врхом пужа, и окренут је према каротидном каналу (лат. canalis caroticus).
2. Стожер — (лат. modiolus)
Стожер или модиолус је средишњи део пужа, облика шупље купе, око чије осовине се увијају спирални канал пужа и коштана спирална плочица. Завршни листић стожера-модиола (лат. lamina modioli) је танки коштани стубић, којим се врх стожера продужује до пужног врха и он гради осовину завршне вијуге коштаног пужа.
Основа стожера-модиола (лат. basis modioli) води у плитку шупљину стожера (лат. cavum modioli), на чијем се зиду види спирална рупичаста линија (лат. tractus spiralis foraminosus). Основа стожера, заједно са спиралном рупичастом линијом његове шупљине, гради средишњи, удубљени део (лат. fossula cochleae) на предње-доњем квадранту дна унутрашњег слушног канала (ареа цоцхлеае). Многобројни ситни отвори спиралне рупичасте линије, звани стожерски отвори (лат. foramina modioli) воде у уздужни систем канали}а дуж осовине (лат. canales longitudinales modioli) за влакна кохлеарног дела живца лица, а делимично и латерално, у проширење канала, које се овија око стожера-модиолуса као (лат. canalis spiralis modioli - Rosenthal), где је смештен спирални ганглион (лат. ganglion spirale - Corti).
3. Коштана спирална плочица — (лат. lamina spiralis osea)
Коштана спирална плочица полази са пода вестибулума (трема) близу спољашње ивице пужног рецесуса и има два дела:
- пужни или спирални део, дуг 25-26 мм и смештен у пужу и
- тремни или прави део дуг 4-5 мм, који улази у трем на његовом предњем зиду.

Она при бази где је канал шири, далеко више штрчи у његов лумен, него при врху где је знатно ужа.
Њен унутрашњи коштани део је причврћен за модиолус (стожер), који досеже до две трећине лумена завоја (завоји су код десног ува у смеру казаљке на сату, а код левог обрнуто).
Спољашњи део је мембранозни део и од слободне спољашње ивице је премошћен везивним изданком на спољашњем зиду (лат. ligamentum spirale) а потом и разапетом попут опне, базиларном мембраном (лат. lamina spiralis membranacea - membrana basilaris). Пошто је ово растојање мање при бази, а веће при врху, базиларна мембрана је при бази шира, а на врху ужа.
На свом базалном крају коштана спирална цев носи тремни отвор пужа (лат. apertura vestibularis cochleae). Обе преграде, и коштана и мембранозна, растављају канал пужа у два потпуно одвојена простора: горе, у смеру врха пужа је тремно степениште - лат. scala vestibuli, а доле, у правцу базе је бубно степениште - лат. scala tympani.
Кохлеарни канал испод купуле завршава слепо кукастим наставком, где је преграда делимично коштана, а делимично мембранозна, не допире до краја и оставља на самом врху мали отвор округлог пресека 0,4 мм². То је једино место где горња и доња половина комуницирају међусобно и зове се хеликотрема.

### Пужни канал
Пужни канал (лат. ductus cochlearis) смештен је у коштаном пужном (кохлеарном) каналу и прати његова 2,5 навоја (односно представља доњи део скале или степеништа трема -вестибулума). Његових првих предњих пет шестина су спирално завијене и смештене у коштаном пужу, док је његова задња шестина права и смештена у трему (вестибулуму).
Његов предњи и ужи, слепо затворени крај, лежи у завршној вијуги коштаног пужа, и назива се врх опнастог пужа (лат. caecum cupulare). Он ограничава у завршној вијуги пужа, заједно са конкавном унутрашњом ивицом кукастог краја, спиралне плочице - лат. hamulus laminae spiralis и са завршним листом стожера унутрашњи пужни отвор-хеликотрем (лат. helicotrema).
Задњи и знатно шири, слепо затворени крај пужног канала, назива се тремни (вестибуларни) крај опнастог пужа (лат. caecum vestibulare). Он је причвршћен уз пужно удубљење на унутрашњем зиду трема (вестибулума) - лат. recessus cochlearis vestibuli, а танким Хенсеновим спојним каналићем је везан са кесицом.
Ова на пресеку троугласта цев и на једном и на другом крају завршава слепо. У шупљини коштане спиралне плочице он испуњава празнину између њеног спољњег зида и слободне ивице коштане спиралне плочице, градећи с том плочицом потпуну коштаноопнасту преграду, која дели ову {шупљину на тремно степениште (лат. scala vestibuli) и бубно степениште (лат. scala tympani).

## Функција
На почетку пужа, у његовој бази, налазе се два отвора (горњи овални и доњи округли прозор) која прекривају две мале мембране. На горњој мембрани (овалног прозора), припојена је једна од слушних кошчица (узенгија-стапес) и преко ње се врши звучна побуда унутрашњости пужа. Доња, која се назива округли прозор, има пасивну функцију.
У унутрашњости пуж је једном преградом уздужно подељена на два главна дела базиларном мембаном. Она дели простор пужа на горњи (тремни) и доњи (бубни) део. У самом врху пужа између горњег и доњег дела налази се отвор (хеликотрема), кроз који течност може слободно да циркулише између два дела унутрашњег простора пужа.
Звучни таласи улазе у тремно степениште преко базе узенгије (стапеса) на овалном прозору за који је она причвршћена лабавом еластичном везом (лигаментом). звучни талас доспео у средње уво помера базу узенгије (стапеса) према унутра и преко овалног прозора доспева у унутрашње уво, где изазива кретање течности у тремном и медијалном степеништу што одмах повећава притисак у целом пужу.
Као одзив на звучни талас јавља се осцилација (треперење) базиларне мембране пужа. Осцилација које настану на њеном почетку преносе се у виду прогресивног таласа који се креће дуж целе базиларне мембране. Одзив на звучнми талас изазва осцилаторну функцију њене физичке структуре и ивичне ефекате. Овде се под ивичним ефектима подразумева затегнутост базиларне мембране.
Пошто је течност у унутрашњости пужа нестишљива, свако померање овалног прозора према унутрашњости пужа мора да прати одговарајуће кретање округлог прозора према спољашњости, и обрнуто. Овакав рад две мембране (такозвани „пуш-пул“ ефекат) омогућава пренос звучних надражаја у унутрашњост пужа.

Путујући талас у пужу
Звучни талас и процеси на базиларној мембрани 
„... За разумевање процеса који се дешавају при формирању звучне слике веома је значајно сагледавање природе физичког процеса на базиларној мембрани. 

Ширина базиларне мембране није константна. У зони базе, то јест при улазу она је ужа, а шири се ка њеном врху. Као таква, она представља механички систем који има своје резонанце. Оне се јављају попречно у односу на дужину мембране. 
Фреквенција резонанце континуално се мења дуж њених 35 мм дужине, а одређена је затегнутошћу у попречном правцу и другим механичким својствима. 

Највиша фреквенција механичке резонанце базиларне мембране је око 20 kHz и јавља се на самом њеном почетку, непосредно поред овалног прозора. 

Најнижа фреквенција резонанце је око 20 Hz и јавља се на крају базиларне мембране, у зони најудаљенијој од овалног прозора...“

Вибрације које доспевају из средњег ува простиру се дуж базиларне мембране све до места где се побудна фреквенција поклапа са фреквенцијом сопствене механичке резонанце мембране. Ту енергија таласа побуђује њену сопствену резонанцу, што резултује максималном амплитудом вибрација. У тој зони мембране кретање таласа се зауставља, јер сва његова енергија бива апсорбована од стране резонантног процеса мембране. При побуди само једном фреквенцијом иза тог места мембрана остаје у стању мировања. Према томе, максимум вибрација при некој звучној побуди једне фреквенције јавља се на месту мембране где се њена сопствена попречна резонанца поклапа са побудном фреквенцијом.
Са доње стране базиларне мембране, читавом њеном дужином, налазе се рецепторске ћелије које реагују на сваки њен покрет - треперење. Механичка померања при осциловању базиларне мембране изазивају побуду сензорских ћелија, што изазива одговарајућу нервну активност којом се нервним путевима надражај из ува преноси до центара у мозгу. На основу тога центри у мозгу непрекидно добијају слику стања вибрација целе базиларне мембране, без обзира на врсту надражаја, а звучна слика се формира на основу таквог комплета информација које доспевају из унутрашњег ува. На месту резонанце реакција сензора је само најинтензивнија. Али информације мозгу шаљу и све надражене ћелије сразмерно локалном интензитету надражаја. Цетри у мозгу у сваком тренутку имају слику и информацију о осцилаторнеој побуђености базиларне мембране, на основу које формирају свест о фреквенцији и другим карактеристикама примљеног звука. Према томе, физичка збивања на базиларној мембрани пужа кључна су за укупни процес пријема и „разумевања“ звука.